# AVROTROS
AVROTROS és una organització pública de ràdio i televisió dels Països Baixos, que forma part de la radiodifusora pública Nederlandse Publieke Omroep (NPO) des de 2014.

## Història
L'organització AVROTROS va ser creada mitjançant la fusió de dues radiodifusoras públiques neerlandeses: AVRO i TROS. AVRO havia estat fundada en 1927 com la primera radiodifusora nacional i, tenint en compte la pilarització neerlandesa, sempre havia estat vinculada al liberalisme. D'altra banda, TROS existia des de 1964, estava especialitzada en entreteniment i era la primera organització sense vincles religiosos ni polítics, així com la més vista dins de Nederlandse Publieke Omroep.
En 2010, el govern neerlandès va emprendre una reforma de la NPO per reduir el nombre d'organitzacions, així com per abaratir costos de producció. AVRO i TROS van ser les dues primeres empreses que van confirmar la seva fusió a la fi de 2012, de manera que es van convertir en la major organització pública dels Països Baixos. La nova empresa va establir la seva seu en les instal·lacions de la RNW.
La marca AVROTROS va començar a ser utilitzada a partir de l'1 de gener de 2014. L'organització explica actualment amb 200 000 socis i està especialitzada en programació generalista.

## Programació
AVROTROS s'encarrega de produir programes per Nederlandse Publieke Omroep (NPO) i es reparteix la escaleta de programació amb la resta de radiodifusoras. Està especialitzada en programació generalista i d'entreteniment. Des de 2014, representa als Països Baixos al Festival de la Cançó d'Eurovisió, i en 2021 va organitzar la LXVI edició de forma conjunta amb NOS.